# La Liga de 1994–95
A La Liga de 1994–95 foi a 64º edição da liga de Primeira Divisão de Espanha de futebol. Com 20 participantes, o campeão foi o Real Madrid.

## Classificação final
| Pos | Equipe                 | J  | V  | E  | D  | GM | GS | SG  | Pts |
| --- | ---------------------- | -- | -- | -- | -- | -- | -- | --- | --- |
| 1   | Real Madrid            | 38 | 23 | 9  | 6  | 76 | 29 | 47  | 55  |
| 2   | Deportivo de La Coruña | 38 | 20 | 11 | 7  | 68 | 32 | 36  | 51  |
| 3   | Real Betis             | 38 | 15 | 16 | 7  | 46 | 25 | 21  | 46  |
| 4   | FC Barcelona           | 38 | 18 | 10 | 10 | 60 | 45 | 15  | 46  |
| 5   | Sevilla FC             | 38 | 16 | 11 | 11 | 55 | 41 | 14  | 43  |
| 6   | RCD Español            | 38 | 14 | 15 | 9  | 51 | 35 | 16  | 43  |
| 7   | Real Zaragoza          | 38 | 18 | 7  | 13 | 56 | 51 | 5   | 43  |
| 8   | Athletic Club          | 38 | 16 | 10 | 12 | 39 | 42 | -3  | 42  |
| 9   | Real Oviedo            | 38 | 13 | 13 | 12 | 45 | 42 | 3   | 39  |
| 10  | Valencia CF            | 38 | 13 | 12 | 13 | 53 | 48 | 5   | 38  |
| 11  | Real Sociedad          | 38 | 12 | 14 | 12 | 56 | 44 | 12  | 38  |
| 12  | Racing de Santander    | 38 | 13 | 10 | 15 | 42 | 47 | -5  | 36  |
| 13  | Celta de Vigo          | 38 | 11 | 14 | 13 | 36 | 48 | -12 | 36  |
| 14  | Atlético de Madrid     | 38 | 13 | 9  | 16 | 56 | 54 | 2   | 35  |
| 15  | CD Tenerife            | 38 | 13 | 9  | 16 | 57 | 57 | 0   | 35  |
| 16  | SD Compostela          | 38 | 11 | 12 | 15 | 44 | 56 | -12 | 34  |
| 17  | Albacete Balompié      | 38 | 10 | 14 | 14 | 44 | 61 | -17 | 34  |
| 18  | Sporting de Gijón      | 38 | 8  | 12 | 18 | 42 | 67 | -25 | 28  |
| 19  | Real Valladolid        | 38 | 8  | 9  | 21 | 25 | 63 | -38 | 25  |
| 20  | CD Logroñés            | 38 | 2  | 9  | 27 | 15 | 79 | -64 | 13  |

|  | Classificado para a Liga dos Campeões da UEFA de 1995-96        |
|  | Classificado para a Copa da UEFA de 1995-96                     |
|  | Classificado para a Recopa da Europa de 1995-96                 |
|  | Classificado para a promoção de permanencia na Primera División |
|  | Descenso a Segunda División                                     |

## Artilheiros
| Jogador            | Gols | Time                   |
| ------------------ | ---- | ---------------------- |
| Iván Zamorano      | 28   | Real Madrid            |
| Meho Kodro         | 25   | Real Sociedad          |
| Davor Šuker        | 17   | Sevilla                |
| Vladimir Gudelj    | 17   | Celta de Vigo          |
| Bebeto             | 16   | Deportivo de La Coruña |
| Juan Esnáider      | 16   | Zaragoza               |
| Juan Antonio Pizzi | 15   | Tenerife               |
| Carlos             | 14   | Real Oviedo            |
| Ángel Cuéllar      | 14   | Real Betis             |
| Ohen               | 14   | Compostela             |